# Psicoanálisis relacional
El psicoanálisis relacional es una corriente contemporánea de psicoanálisis que enfatiza el rol de las relaciones reales e imaginarias con otros en la salud mental, el desorden mental y la psicoterapia. Con grandes diferencias entre sus representantes, el psicoanálisis relacional se caracteriza por su enfoque ambientalista, intersubjetivo e interpersonal, por disminuir la asimetría entre el rol de terapeuta y paciente y por destacar la importancia de la relación que se establece en el aquí y ahora de la sesión terapéutica, producto de la historia y espontaneidad de ambos, desde la que hay que comprender los diferentes fenómenos que se producen así como la evolución del tratamiento. Es en gran medida la resultante del diálogo entre la tradición interpersonal, el pensamiento neo-kleiniano, la Psicología del Self Contemporánea, de la que es tributaria la Teoría de la Intersubjetividad, y las aportaciones recientes de la Teoría del Apego y de la Mentalización.

## Orígenes y representantes principales
El psicoanálisis relacional se inspira en la ciencia cognitiva, la neuropsicología y, sobre todo, la psicología evolutiva. Esta corriente, sin llegar nunca a ser dominante hasta avanzado 2010, cobra importancia a partir de los años ochenta en Estados Unidos, con autores como Stephen Mitchell, Lewis Aron, Jessica Benjamín, Owen Renik, Philip Bromberg, Daniel Stern, Robert Stolorow y Donna Orange, entre muchos otros, así como autores postkleinianos o representantes del «Grupo Intermedio» británico entre los que cabe citar a Thomas Ogden, Christopher Bollas o Patrick Casement. Los orígenes deben situarse, durante los años cuarenta y cincuenta, en la teoría de las relaciones objetales británica (Balint, Fairbairn, Winnicott) y en el psicoanálisis culturalista norteamericano (Sullivan, Fromm, Horney).

## Influencias y aportes teóricos
Las influencias teóricas en el psicoanálisis relacional son muy variadas y, sin ser exhaustivos, habría que señalar entre ellas al constructivismo en psicología evolutiva (Vygotsky, Piaget) y en sociología (Berger y Luckman, Bateson), y dentro de la filosofía: el perspectivismo (Nietzsche, Ortega), el pragmatismo (Georges Mead, Dewey, James, Rorty) y el postmodernismo (Heidegger, Wittgenstein, Foucault, Derrida).
El pensamiento relacional es anticartesiano por cuanto critica la división clásica de las dos sustancias – pensamiento y materia – heredera de la separación teológica entre alma y cuerpo, y el consecuente privilegio de los fenómenos intrapsíquicos con el que se intenta explicar el proceso de enfermar como algo principalmente interno. De ahí se deduce cierta proximidad con el enfoque familiar sistémico, al afirmar que el paciente no enferma solo sino en un determinado contexto familiar y social. Esto también supone la reactualización de la teoría traumática que manejaba Freud en sus primeros trabajos (la teoría de la seducción), y que ya intentó recuperar su colaborador directo Sándor Ferenczi, durante tantos años silenciado (véase el concepto de «madre suficientemente buena» aportado por Winnicott). De Ferenczi se toma también la importancia concedida a la empatía hacia el paciente, destacada también años después por Heinz Kohut.
Un hecho relevante fue la atención creciente por la contratransferencia desde los años cincuenta (Paula Heimann, Heinrich Racker) al señalar el hecho de que la neutralidad absoluta por parte del terapeuta es imposible. La contratransferencia es inevitable y debe ser considerada para la buena marcha del proceso terapéutico, al principio considerándola como producto de las depositaciones transferenciales que el paciente hace en el terapeuta y que éste debe controlar para evitar consecuencias negativas y en un segundo momento se pensó que podía utilizarse para dirigir el proceso. A partir del psicoanálisis relacional se considera que fenómenos clásicos como transferencia, contratransferencia y resistencia (psicoanálisis) son «co-creados» por terapeuta y paciente en la situación terapéutica. Ante cualquiera de ellos el terapeuta debe plantearse en qué medida ha podido contribuir, él o ella, debido a sus características propias e historia personal.
Los principales conceptos nuevos aportados por el psicoanálisis relacional son: enactment, terceridad, inconsciente procedimental, conocimiento relacional implícito, cesión, autodesvelamiento, etc. Impulsa estos desarrollos la International Association for Relational Psychoanalysis and Psychotherapy (IARPP) fundada en 2002 en New York (USA).
Otros importantes autores relacionales son Alejandro Ávila Espada (autor del que se ha publicado una compilación de sus principales trabajos), Jessica Benjamin, Hugo Bleichmar, Nancy Chodorow, Joan Coderch, Jody Davies, Emmanuel Ghent, Irwin Z. Hoffman, Ariel Liberman, Karen Maroda, Stuart Pizer, Ramón Riera, Carlos Rodríguez-Sutil, Jeremy Safran, Francesc Sáinz o Rosa Velasco, entre otros muchos.
Se publican relevantes revistas que recogen las principales aportaciones contemporáneas. En el Idioma Castellano se publica desde 2007 la e-revista Clínica e Investigación Relacional, y en Portugués, desde 2021, la e-revista PsiRelacional. En España -y posteriormente en Latinoamérica- se le empieza a prestar más atención desde 2002, cuando se celebran en Almagro las Jornadas sobre lo intersubjetivo y sus mediadores, con la participación de Robert Stolorow (Los Ángeles) y Gianni Nebbiosi (Roma), momento a partir del cual se crearon grupos relacionales en Madrid, Barcelona, Valencia, Sevilla, y posteriormente en México DF (México), Santiago de Chile (Chile), Lima (Perú), Buenos Aires y San Luis (Argentina) en una expansión que no ha cesado hasta el presente. En 2011 se celebró en Madrid la Conferencia Internacional de IARPP, en 2013 en Santiago de Chile, en 2023 se ha celebrado en Valencia (España) y en 2024 se celebrará en Mérida (Yucatán, México). 